# 尚楷
尚楷（？—1832年9月23日（道光十二年八月二十七日）），和名豐見城王子朝春，琉球國第二尚氏王朝攝政。豐見城御殿七世。 
尚楷是尚謙（豐見城王子朝興）的長子，原姓向氏，位階為按司。他於道光十一年九月初十日（1831年10月15日）被任命為攝政，位階升為王子。
尚灝王歸政於世子尚育後，道光十二年（1832年），尚楷以謝恩正使的身份，與副使毛惟新（澤岻親方安度）一起上江戶。六月十三日（7月10日）抵達薩摩藩。八月二十七日（9月23日），在薩摩藩因病而卒。其弟向達寬（普天間親雲上朝典）頂替其正使之缺，自稱「豐見城王子」並完成了使命。
尚楷之女元貞是尚育王之妃。